# Lis Løwert
Lis Løwert (* 7. Dezember 1919 in Kopenhagen; † 26. November 2009) war eine dänische Schauspielerin.

## Werdegang
Mit neun Jahren trat Løwert als Elfenmädchen auf der Freilichtbühne im Dyrehaven auf. Später stand sie zeitweise als Tänzerin im Pantomimeteatret im Tivoli auf der Bühne. Von 1937 bis 1940 spielte sie am Ny Teater. Von 1942 bis 1944 besuchte sie die Eleveskole des Königlichen Theaters. Danach war sie von 1944 bis 1971 am Folketeatret als festes Ensemblemitglied engagiert. Zwölf Jahre lang gehörte sie auch der Leitung dieses Theaters an, die meiste Zeit unter der Ägide ihres Ehemannes Bjørn Watt-Boolsen.
Nachdem sie seit Ende der 1930er-Jahre kleinere Auftritte in Filmen absolviert hatte, folgten in der zweiten Hälfte der 1940er-Jahre einige größere Filmrollen. 1950 wirkte sie in dem britischen Kriegsfilm The Wooden Horse mit. Seit den 1950er-Jahren trat sie fast ausschließlich in Filmen von Erik Balling auf. Bekannt wurde sie vor allem durch die Fernsehserien Oh, diese Mieter als Frau Clausen und Die Leute von Korsbaek als Violet Winter.

## Privates
Lis Løwerts ältere Schwester war die Schauspielerin und Theaterleiterin Karen Marie Løwert. Sie war in erster Ehe von 1939 bis 1942 mit dem Schauspieler Palle Reenberg verheiratet; aus dieser Ehe ging ein Sohn hervor. In zweiter Ehe heiratete sie 1947 den Schauspieler Bjørn Watt-Boolsen, der ihr Kommilitone an der Schauspielschule gewesen war. Die Ehe bestand bis zum Tod ihres Mannes im Dezember 1998. 

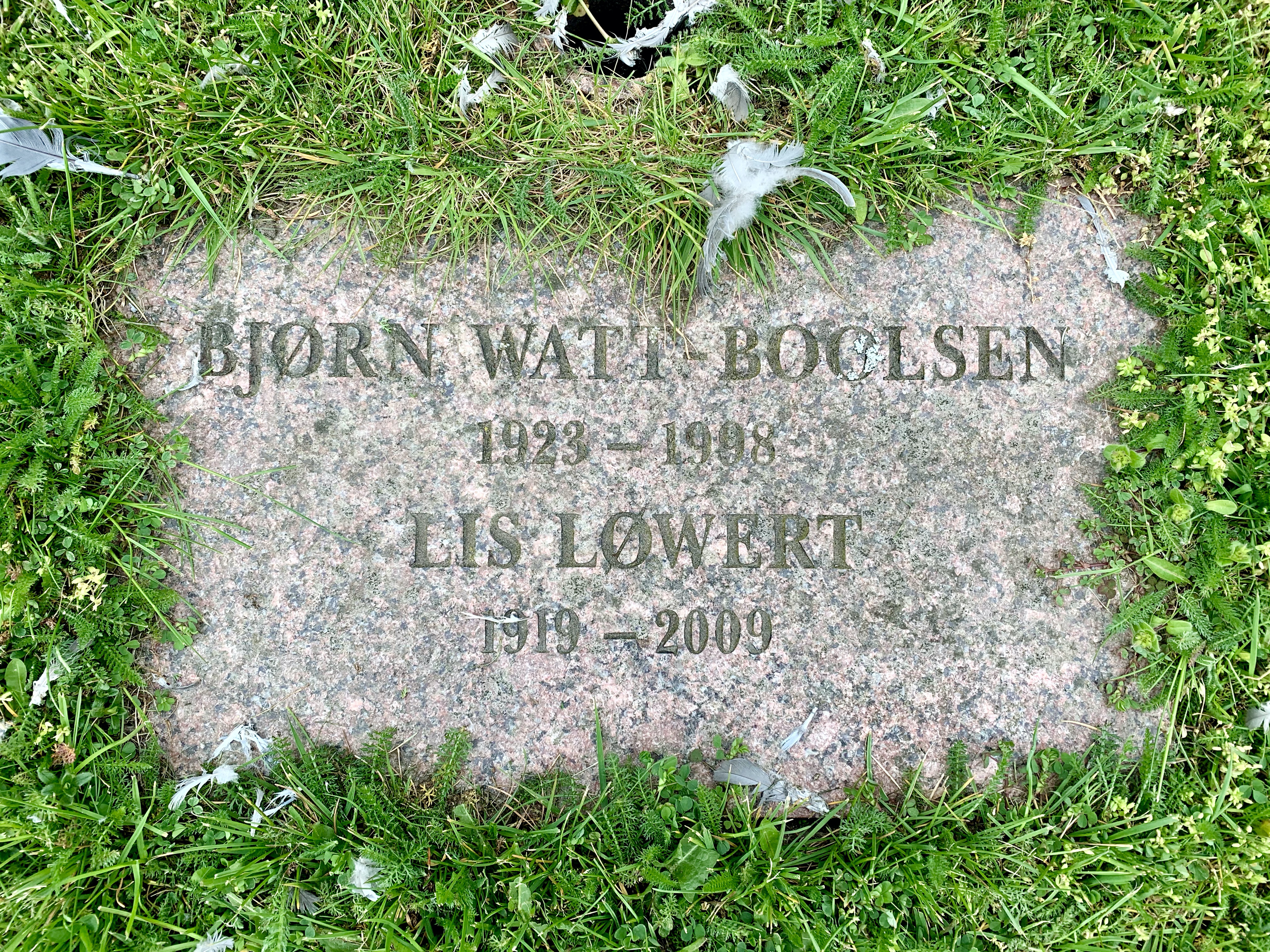
Grabstein von Bjørn Watt-Boolsen und Lis Løwert

Løwert starb am 26. November 2009 im Alter von 89 Jahren. Ihre Grabstätte befindet sich auf dem Søndermark Kirkegård in Frederiksberg.

## Filmografie
- 1937: Plat eller krone
- 1938: Den mandlige husassistent
- 1940: En ganske almindelig pige
- 1940: En forbryder
- 1941: Gaa med mig hjem
- 1942: Søren Søndervold
- 1942: Tyrannens fald
- 1944: Mordets melodi
- 1944: Besættelse
- 1946: Oktoberroser
- 1946: Hans store aften
- 1947: Røverne fra Rold
- 1948: Penge som græs
- 1948: Kristinus Bergman
- 1949: Lejlighed til leje
- 1950: Susanne
- 1950: The Wooden Horse
- 1951: Familien Schmidt
- 1953: Landsbyfrieri (Fernsehfilm)
- 1953: Et spil (Fernsehfilm)
- 1953: Adam og Eva
- 1953: En kvinde er overflødig (Fernsehfilm)
- 1954: Li'som lidt ensom (Fernsehfilm)
- 1955: På tro og love
- 1956: Kispus
- 1957: En kvinde er overflødig
- 1959: Høfeber (Fernsehfilm)
- 1959: Einesteils der Liebe wegen (Poeten og Lillemor)
- 1960: Einesteils der Liebe wegen – 2. Teil (Poeten og Lillemor og Lotte)
- 1961: Einesteils der Liebe wegen – 3. Teil (Poeten og Lillemor i forårshumør)
- 1962: Den ellevte juni (Fernsehfilm)
- 1970–1977: Oh, diese Mieter! (Huset på Christianshavn; Fernsehserie)
- 1971: Ballade på Christianshavn
- 1976: Barselstuen (Fernsehfilm)
- 1978–1981: Die Leute von Korsbaek (Matador, Fernsehserie)